# Leonardo Wirz
Leonardo Enrique Wirz (Friburgo, 4 settembre 1992) è un giocatore di football americano svizzero che gioca nel ruolo di defensive back per gli Helvetic Mercenaries.

## Palmarès
- 1 Lega C (Fribourg Cardinals, 2015)